# 구리바야시 료지
구리바야시 료지(일본어: 栗林 良吏, 1996년 7월 9일 ~ )는 일본의 프로 야구 선수이며, 현재 센트럴 리그인 히로시마 도요 카프의 소속 선수(투수)이다. 아이치현 아마군 사오리정(현: 아이사이시) 출신이다.

## 상세 정보

### 출신 학교
- 아이치레이메이 고등학교
- 메이조 대학

### 선수 경력
- 토요타 자동차
- 히로시마 도요 카프(2021년 ~ )

국가 대표 경력
- 2020년 하계 올림픽 일본 국가대표
- 2023년 월드 베이스볼 클래식 일본 국가대표

### 수상·타이틀 경력
- 신인왕(2021년)

### 개인 기록

#### 투수 기록
- 첫 등판·첫 세이브 : 2021년 3월 27일, 대 주니치 드래건스 2차전(MAZDA Zoom-Zoom 스타디움 히로시마), 9회초에 4번째 투수로서 구원 등판·마무리, 1이닝 무실점 ※첫 등판 세이브는 일본인 선수로서는 8번째
- 첫 탈삼진 : 상동, 9회초에 네오 아키라로부터 헛스윙 삼진
- 첫 홀드 : 2022년 4월 24일, 대 요코하마 DeNA 베이스타스 6차전(MAZDA Zoom-Zoom 스타디움 히로시마), 9회초에 5번째 투수로서 구원 등판, 1이닝 무실점
- 첫 승리 : 2023년 6월 6일, 대 홋카이도 닛폰햄 파이터스 1차전(에스콘 필드 HOKKAIDO), 7회말에 2번째 투수로서 구원 등판, 1이닝 무실점[4]

#### 그 외의 기록
- 개막 이후부터 22경기 연속 무실점 : 2021년 3월 27일 ~ 2021년 6월 10일 ※구단 기록, 미야모리 사토시와 나란히 신인으로서의 일본 기록[5]
- 23경기 연속 무실점 : 2021년 6월 27일 ~ 2021년 10월 14일[6]
- 20경기 연속 세이브 : 2021년 7월 14일 ~ 2021년 11월 1일 ※구단 기록, 이와세 히토키와 나란히 역대 2위 시즌을 넘어서는 2021년 7월 14일부터 2022년 3월 31일까지 22경기 연속으로 사사키 가즈히로와 나란히 역대 1위
- 시즌 37세이브 : 2021년 11월 1일 ※신인 기록(2015년의 야마사키 야스아키, 2022년의 다이세이와 동률)
- 시즌 53회 마무리 : 2021년 11월 1일 ※신인 기록(1995년의 히라이 마사후미가 기록한 52회를 경신, 시즌 전체 53등판에서 기록)
- 시즌 50경기 이상 등판하여 평균 자책점 0점대를 기록 : 2021년 ※역대 14명째(15번째)
- 올스타전 출장 : 2회(2021년, 2022년)

### 등번호
- 20(2021년 ~ )

### 연도별 투수 성적
| 연 도      | 소 속      | 등 판 | 선 발 | 완 투 | 완 봉 | 무 4 구 | 승 리 | 패 전 | 세 이 브 | 홀 드 | 승 률 | 타 자 | 이 닝 | 피 안 타 | 피 홈 런 | 볼 넷 | 고 4 | 몸 맞 | 탈 삼 진 | 폭 투 | 보 크 | 실 점 | 자 책 점 | 평 자 책 | W H I P |
| ---------- | ---------- | ----- | ----- | ----- | ----- | ------- | ----- | ----- | -------- | ----- | ----- | ----- | ----- | -------- | -------- | ----- | ---- | ----- | -------- | ----- | ----- | ----- | -------- | -------- | ------- |
| 2021년     | 히로시마   | 53    | 0     | 0     | 0     | 0       | 0     | 1     | 37       | 0     | .000  | 201   | 52.1  | 23       | 1        | 28    | 2    | 1     | 81       | 1     | 1     | 5     | 5        | 0.86     | 0.97    |
| 2022년     | 히로시마   | 48    | 0     | 0     | 0     | 0       | 0     | 2     | 31       | 6     | .000  | 185   | 48.1  | 22       | 0        | 15    | 2    | 2     | 59       | 1     | 0     | 8     | 8        | 1.49     | 0.77    |
| 2023년     | 히로시마   | 55    | 0     | 0     | 0     | 0       | 3     | 7     | 18       | 15    | .300  | 210   | 52.1  | 42       | 4        | 19    | 2    | 1     | 51       | 2     | 0     | 18    | 17       | 2.92     | 1.17    |
| 통산 : 3년 | 통산 : 3년 | 156   | 0     | 0     | 0     | 0       | 3     | 10    | 86       | 21    | .231  | 596   | 153.0 | 87       | 5        | 62    | 6    | 4     | 191      | 4     | 1     | 31    | 30       | 1.76     | 0.97    |

- 2023년 시즌 종료 기준.
- 굵은 글씨는 시즌 최고 성적.

### 올림픽에서의 투수 성적
| 연 도 | 대 표 | 등 판 | 선 발 | 승 리 | 패 전 | 세 이 브 | 타 자 | 이 닝 | 피 안 타 | 피 홈 런 | 볼 넷 | 고 4 | 몸 맞 | 탈 삼 진 | 폭 투 | 보 크 | 실 점 | 자 책 점 | 평 자 책 |
| ----- | ----- | ----- | ----- | ----- | ----- | -------- | ----- | ----- | -------- | -------- | ----- | ---- | ----- | -------- | ----- | ----- | ----- | -------- | -------- |
| 2020  | 일본  | 5     | 0     | 2     | 0     | 3        | 20    | 5.0   | 3        | 0        | 2     | 0    | 0     | 6        | 1     | 0     | 1     | 1        | 1.80     |

### 연도별 수비 성적
| 연도 | 소속     | 투수  | 투수  | 투수  | 투수  | 투수  | 투수     |
| 연도 | 소속     | 경 기 | 척 살 | 보 살 | 실 책 | 병 살 | 수 비 율 |
| ---- | -------- | ----- | ----- | ----- | ----- | ----- | -------- |
| 2021 | 히로시마 | 53    | 1     | 3     | 0     | 1     | 1.000    |
| 2022 | 히로시마 | 48    | 0     | 6     | 0     | 0     | 1.000    |
| 2023 | 히로시마 | 55    | 3     | 9     | 0     | 2     | 1.000    |
| 통산 | 통산     | 156   | 4     | 18    | 0     | 3     | 1.000    |

- 2023년 시즌 종료 기준